# Klaus Hulek
Klaus Hulek (Bad Hindelang, 19 de agosto de 1952) é um matemático alemão. Trabalha com geometria algébrica.

## Vida

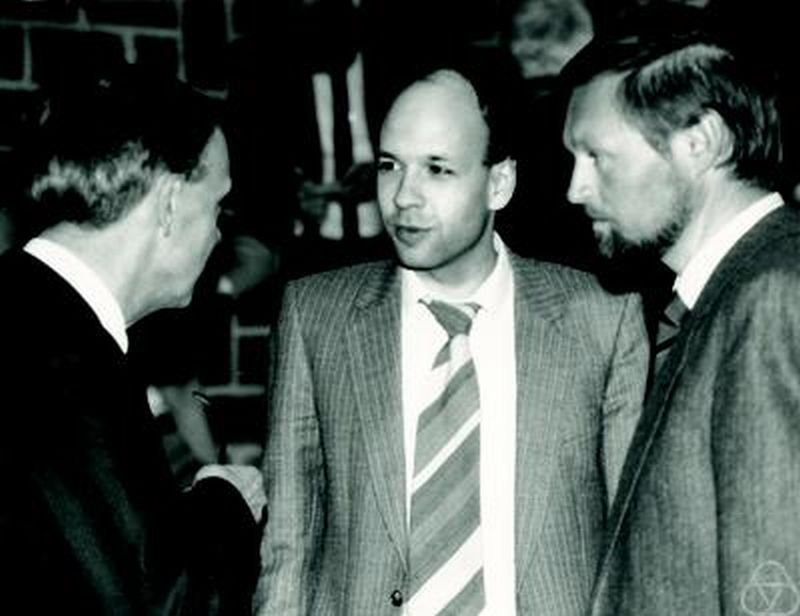
Friedrich Hirzebruch (esquerda), Thomas Peternell (centro) e Klaus Hulek (direita), Erlangen, 1987

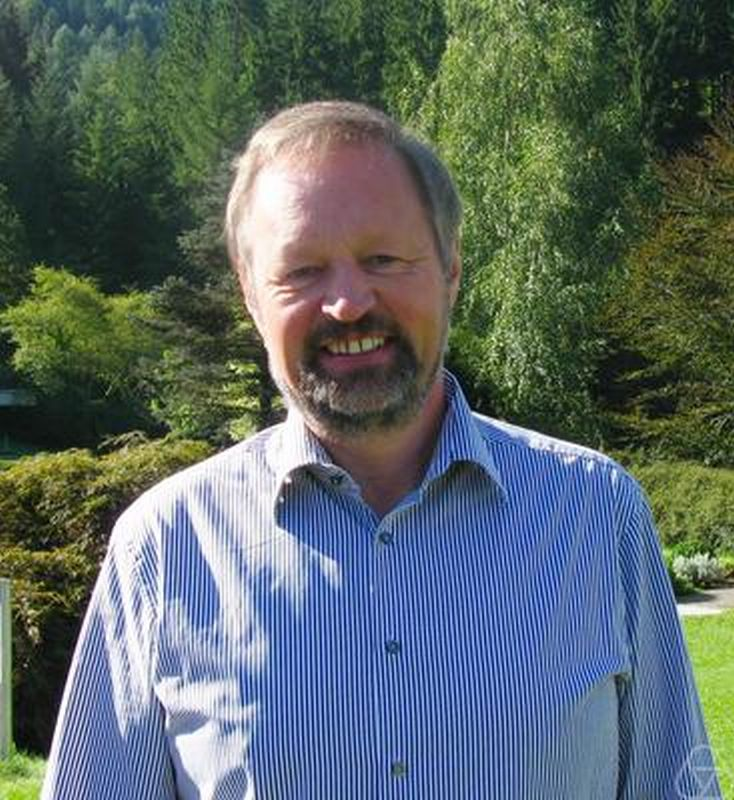
Klaus Hulek no Instituto de Pesquisas Matemáticas de Oberwolfach, 2010

Klaus Hulek estudou matemática a partir de 1971 na Universidade de Munique, obtendo o diploma em 1976. Em 1974/75 esteve na Universidade de Oxford, onde obteve o mestrado. Obteve um doutorado na Universidade de Erlangen-Nuremberg em 1979, orientado por Wolf Barth, com a tese Stabile Rang 2 Vektorbündel auf {\displaystyle \mathbb {P} ^{2}} mit ungerader erster Chernklasse. Em 1982/83 foi pós-doutorando na Universidade Brown e em seguida novamente wissenschaftlicher Assistent em Erlangen, onde obteve a habilitação em 1984 e tornou-se Privatdozent.
Em 1985 Huler tornou-se Professor na Universidade de Bayreuth. Em 1990 foi Professor da Universidade de Hanôver, onde é desde 2005 Vice-presidente de Pesquisa.
Hulek é editor do periódico Mathematischen Nachrichten.
Dentre seus doutorandos está Andreas Gathmann.

## Obras
- Elementare algebraische Geometrie, Vieweg 2000, 2ª Edição 2012.
  - Elementary algebraic geometry, American Mathematical Society, 2003.
- Projective Geometry of Elliptic Curves, Asterisque, Volume 137, 1986.
- com Constantin Kahn, Steven Weintraub Moduli spaces of Abelian surfaces: compactification, degenerations, and theta functions, de Gruyter, 1993.
- com Wolf Barth, Chris Peters, Antonius van de Ven Compact complex surfaces, Springer Verlag, 2ª Edição 2004 (Ergebnisse der Mathematik und ihrer Grenzgebiete).
- Editor com Fabrizio Catanese, Chris Peters, Miles Reid New trends in algebraic geometry, Cambridge University Press, London Mathematical Society Lecturenote Series 264, 1999 (Konferenz Warwick 1996).
- Editor com Fabrizio Catanese, Hélène Esnault,Alan Huckleberry, Thomas Peternell Global Aspects of Complex Geometry, Springer Verlag, 2006.
- Editor com Wolf Barth, H. Lange Abelian Varieties, de Gruyter, 1995 (Proc. Egloffstein Conference).
- Editor com Wolfgang Ebeling, Knut Smoczyk Complex and Differential Geometry, Springer Verlag, 2011 (Konferenz Hannover 2009).
- Editor com Thomas Peternell, Michael Schneider, Frank-Olaf Schreyer Complex algebraic varieties, Lecture Notes in Mathematics 1507, Springer Verlag, 1992 (Konferenz Bayreuth 1990).
- Elliptische Kurven, abelsche Flächen und das Ikosaeder, Jahresbericht des DMV, Volume 91, 1989, p. 126-147.
- Geometry of the Horrocks-Mumford bundle, Proc. Symp. Pure Math., 46, Parte 2, 1987, p. 69-85.
- Riemann Surfaces, in Francoise, Naber, Tsun (Editores) Encyclopedia of Mathematical Physics, Elsevier, 2006.
- The Kodaira dimension of the moduli of K3 surfaces, Invent. Math. 169 (2007), 519-567 (com V. Gritsenko, G. K. Sankaran).
- The class of the locus of intermediate Jacobians of cubic threefolds, Invent. Math. 190 (2012), No. 1, 119-168 (com S. Grushevsky).